# Castex-d’Armagnac
Castex-d’Armagnac ist eine französische Gemeinde mit 141 Einwohnern (Stand 1. Januar 2022) im Département Gers in der Region Okzitanien (vor 2016: Midi-Pyrénées). Sie gehört zum Arrondissement Condom und zum Kanton Grand-Bas-Armagnac.
Die Einwohner werden Castelcanais und Castelcanaises genannt.

## Geographie
Castex-d’Armagnac liegt circa 34 Kilometer südwestlich von Condom in der historischen Provinz Armagnac an der Grenze zum Département Landes.
Umgeben wird Castex-d’Armagnac von den acht Nachbargemeinden:
| Lannemaignan      | Mauléon-d’Armagnac                          |                            |
| Montégut (Landes) | Kompassrose, die auf Nachbargemeinden zeigt | Estang                     |
| Monguilhem        | Toujouse                                    | Maupas Monlezun-d’Armagnac |

Castex-d’Armagnac liegt im Einzugsgebiet des Flusses Adour.
Der Midou durchquert das Gebiet der Gemeinde zusammen mit seinem Nebenfluss, dem Ruissueau de l’Estang.

## Geschichte
Der Weiler L’Aiguillon war früher ein befestigtes Dorf, dessen Schloss aus dem 19. Jahrhundert an der Stelle einer mittelalterlichen Burg gebaut wurde, die das Tal des Midou und das Dorf Monguilhem schützte. Das Dorf war durch eine Mauer und durch Gräben geschützt, deren Spuren heute noch zu erkennen sind. In der Mitte des 18. Jahrhunderts war die Gemeinde das Ziel zahlreicher Wallfahrten. Während des Zweiten Weltkriegs empfing das Landgut Monbel den Militärgouverneur von Paris und seinen Stab. In der Folge diente es im Sommer 1944 zur kurzzeitigen Unterbringung des zum Résistance gehörenden Bataillon d’Armagnac.

## Einwohnerentwicklung
Nach Beginn der Aufzeichnungen stieg die Einwohnerzahl bis zur Mitte des 19. Jahrhunderts auf einen Höchststand von rund 590. In der Folgezeit sank die Größe der Gemeinde bei zwischenzeitlichen Erholungsphasen bis zu Beginn des 21. Jahrhunderts auf ihren bislang tiefsten Stand von 95 Einwohnern.
| Jahr                       | 1962 | 1968 | 1975 | 1982 | 1990 | 1999 | 2006 | 2011 | 2020 |
| Einwohner                  | 213  | 156  | 142  | 128  | 121  | 111  | 109  | 95   | 127  |
| Quellen: Cassini und INSEE |      |      |      |      |      |      |      |      |      |

## Sehenswürdigkeiten

### Kirche Sainte-Canne in Sainte-Canne

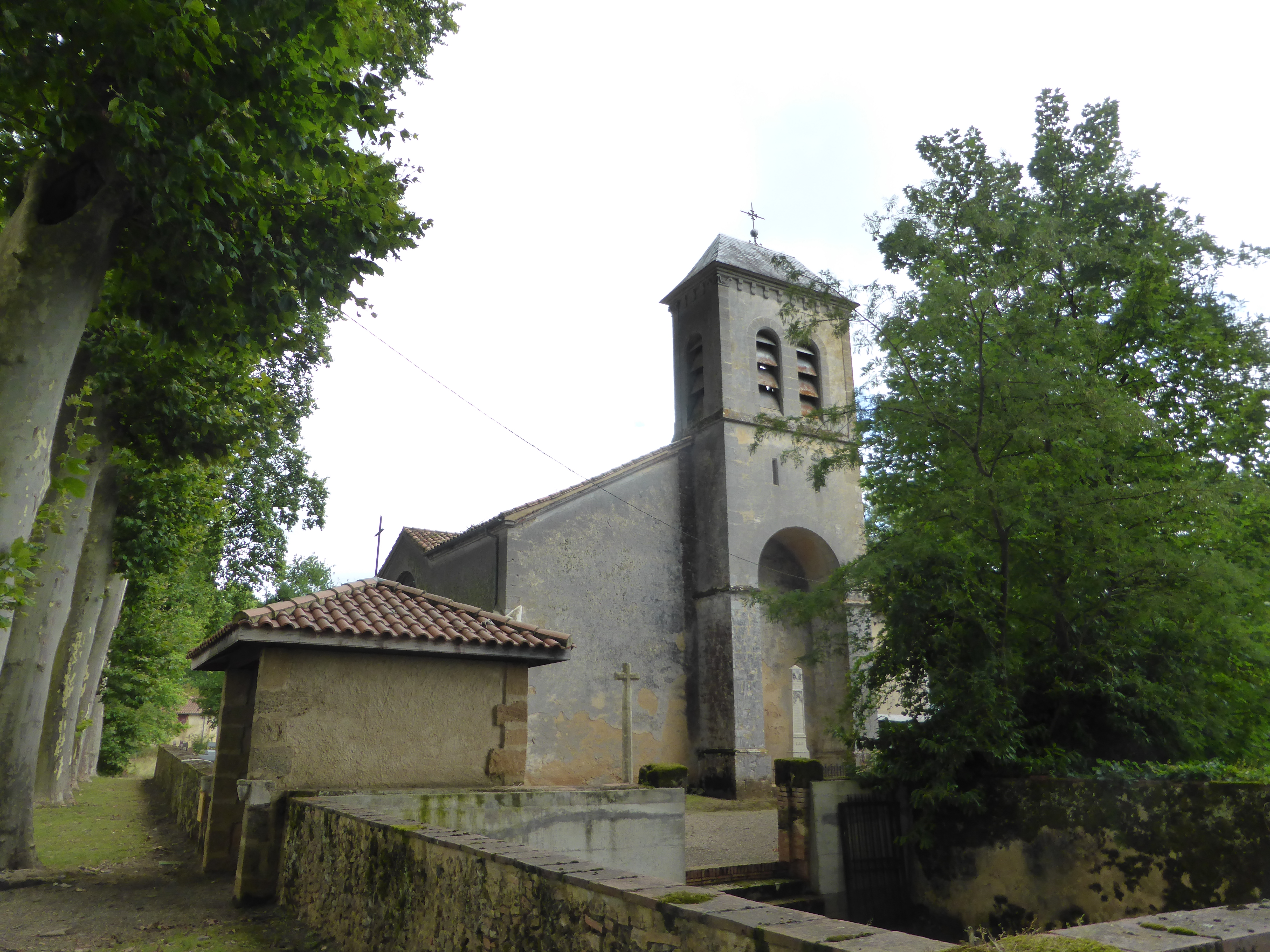
Kirche Saint-Martin in L’Aiguillon

Ihr charakteristisches Merkmal ist ihr achteckiger Glockenturm aus dem 14. Jahrhundert. Ihr Querschiff datiert zu einem Teil aus dem 12. Jahrhundert. Der rechte Teil wurde im 18. Jahrhundert hinzugefügt, als die Kirche zu klein für die wachsende Bevölkerung wurde. Im Dachstuhl des Glockenturms wurde eine Büste als Reliquie der heiligen Radegund gefunden. Sie war fortan das Ziel von Wallfahrten. Außen an der Südwand ist ein Sarkophag eingefasst, dessen Alter oder Herkunft unbekannt ist. Malereien auf den Innenwänden und dem Gewölbe haben ihre Farben erhalten. Sie sind mit „Maître Campagné, 1760“ signiert.

### Kirche Saint-Martin in L’Aiguillon

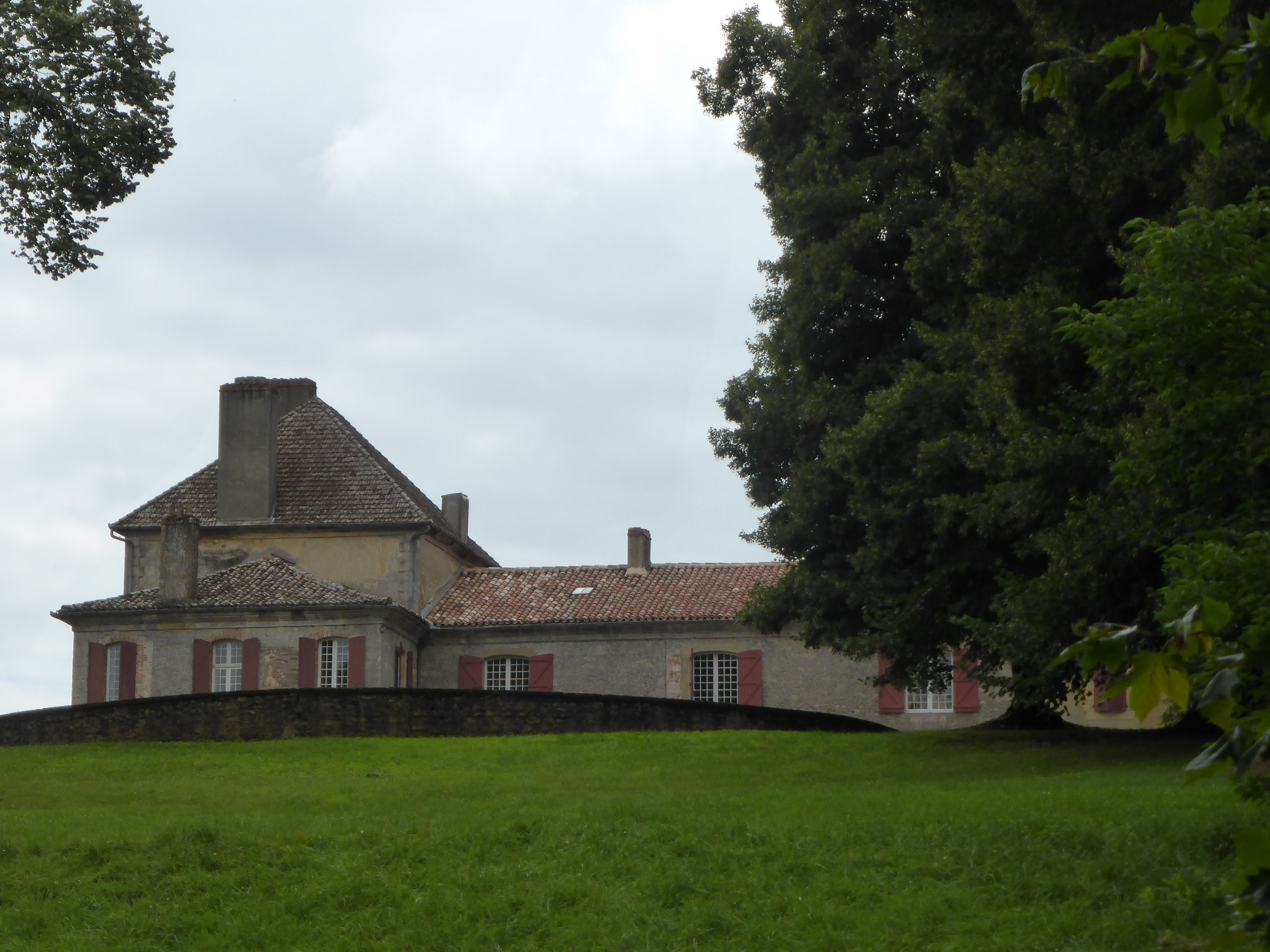
Schloss Barrau

Sie wurde auf den Überresten aus dem 14. Jahrhundert neu gebaut und war bis zum 20. Jahrhundert die Pfarrkirche der Gemeinde. Edward of Woodstock, genannt der Schwarze Prinz, zerstörte im Hundertjährigen Krieg den Vorgängerbau. Am 17. Mai 1842 weihte der Erzbischof von Auch die Kirche zu Ehren des heiligen Martins ein. Im Jahr 1872 wurde der Glockengiebel durch den heutigen Glockenturm ersetzt. Die Vorhalle barg in früheren Zeiten das Bürgermeisteramt. Am 18. September 1832 weihte der Erzbischof von Auch die Kirche als Heiligtum ein, eine Ikone der Notre-Dame-du-Perpétuel-Secours (Unsere Liebe Frau von der immerwährenden Hilfe) war fortan Ziel einer jährlichen Wallfahrt.

### Schloss Barrau
Der Besitz erfuhr durch Antoine de Roquelaure, Marschall von Frankreich und treuer Begleiter des französischen Königs Heinrich IV., eine höhere Bekanntheit. Er war ein Protegé von Jeanne d’Albret, Königin von Navarra, und heiratete im Jahr 1611 Suzanne de Bassabat, die die Ländereien von Castex in die Ehe brachte. Sein Einfluss auf Heinrich IV. war groß während der 36 Jahre, die er mit dem König verbrachte. Er saß in derselben Kutsche, als der König durch François Ravaillac ermordet wurde. Die Familie Gourgues erstand Castex 50 Jahre später und sie behielten Schloss und Lehen ein Jahrhundert lang. Im Jahr 1789 kaufte der Graf d’Abadie de Barrau wenige Monate vor dem Beginn der Französischen Revolution das Besitztum. Seine Nachfahren bewohnen noch heute das 500 Hektar große landwirtschaftlich bewirtschaftete Land mit einer Zucht von circa 400 Schafen. Die Eichenbäume des Anwesens dienen der Anfertigung von Fässern, in denen der Armagnacs reift. Räume des Schlosses können für Empfänge und als Gästezimmer gebucht werden.

## Wirtschaft und Infrastruktur
Die Wirtschaft der Gemeinde ist überwiegend landwirtschaftlich orientiert. Castex-d’Armagnac liegt in den Zonen AOC
- des Armagnacs (Armagnac, Bas-Armagnac, Haut-Armagnac, Armagnac-Ténarèze und Blanche Armagnac) und
- des Likörweins Floc de Gascogne (blanc, rosé).[7]

### Verkehr
Castex-d’Armagnac ist über die Départements-Straßen 30 und 209 erreichbar.